# Quiniela (Argentina)

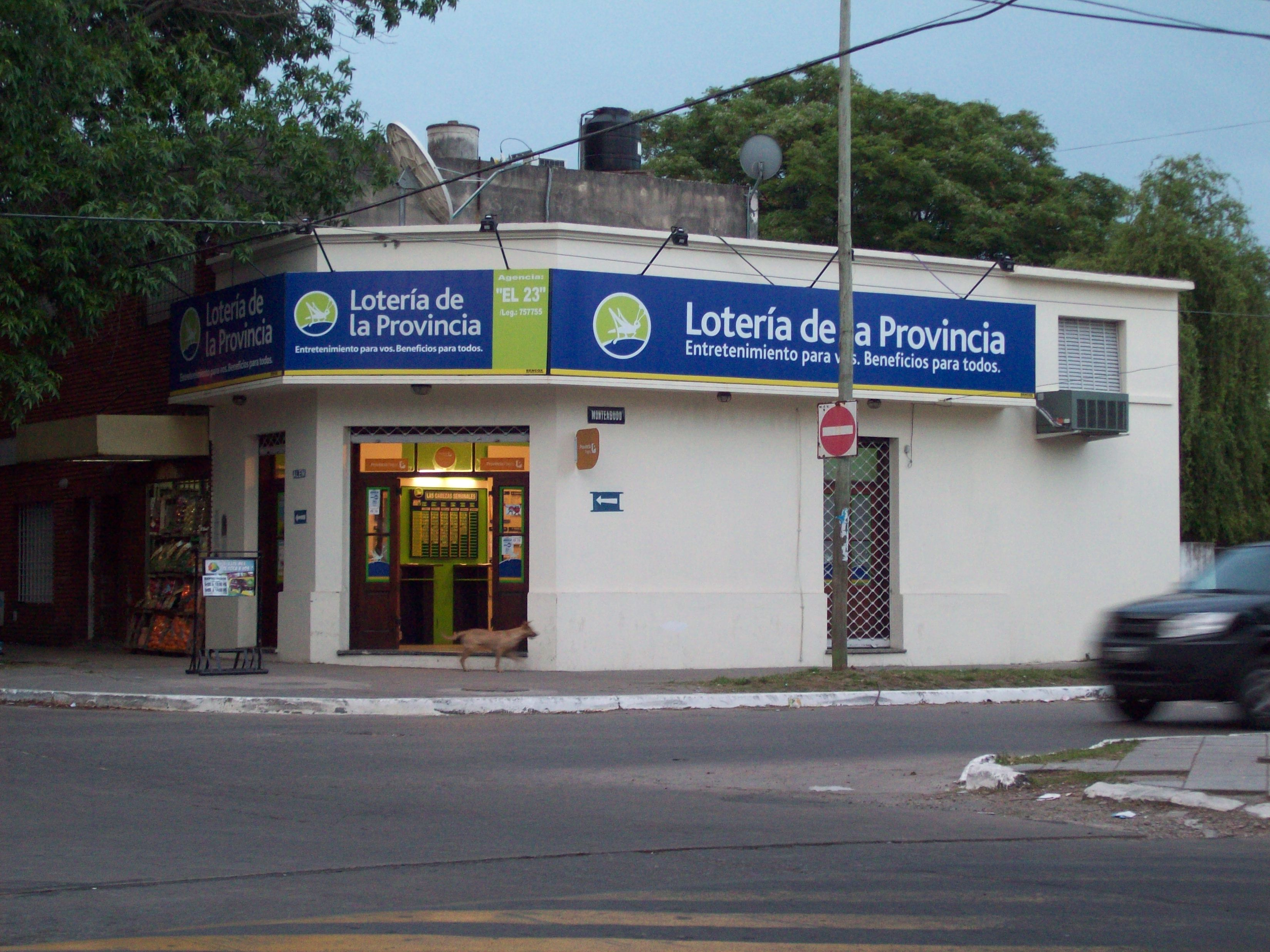
Agencia de quiniela en Florencio Varela, Provincia de Buenos Aires

La quiniela es el juego de azar más popular de Argentina. Organizado y controlado por las loterías de cada jurisdicción de Argentina, la quiniela es un juego bancado, es decir, que no tiene pozo de premios, sino que estos se determinan en función de los aciertos de los apostadores. En general las jurisdicciones implementan lo que denominan "tope de banca", el tope de banca es fijado por cada jurisdicción y se utiliza para prorratear los pagos cuando el monto de los premios a pagar supera dicho tope.
Los sorteos comprenden 20 números de 4 cifras (desde el 0000 al 9999), distribuidos en 20 premios. Son realizados con cinco bolilleros (manuales o automáticos). El primer bolillero indica la unidad de millar, el segundo la centena, el tercero la decena, el cuarto la unidad y el último el lugar de ubicación del extracto.
El lugar de ubicación uno o "a la cabeza", es el premio que mayor veces se paga por cada apuesta hecha.
Las formas de jugar son las siguientes:
- Apuesta directa exacta: es aquella que se realiza a un número de 1, 2, 3 o 4 dígitos y donde el apostador especifica un único lugar de ubicación (el primer premio o "a la cabeza") dentro del extracto de los 20 números.
- Apuesta directa por extensión: es aquella que se realiza a un número de 1, 2, 3 o 4 cifras y donde el apostador especifica un rango de ubicaciones (de longitud mayor a 1). Son ejemplos de rangos aceptados los siguientes: desde el 1 al 5, desde el 1 al 10, desde el 1 al 20, desde el 5 al 10, etc.
- Apuesta redoblona exacta: es aquella que se efectúa a 2 números de 2 cifras a 2 ubicaciones específicas del extracto, elegidos entre los 20 números que conforman la quiniela de la jurisdicción seleccionada.
- Apuestas redoblonas por extensión: es aquella que se efectúa a 2 números de 2 dígitos entre cualquier lugar de ubicación elegido dentro de los 20 números que conforman la quiniela de la jurisdicción seleccionada.

La mayoría de las provincias argentinas sortean quinielas. Algunas jurisdicciones como por ejemplo Ciudad de Buenos Aires, Provincia de Buenos Aires, Provincia de Entre Ríos y Provincia de Santa Fe además adhieren a participar con los sorteos organizados por la lotería uruguaya, precisamente con Montevideo, la capital de ese país.
La Ciudad de Buenos Aires realiza un sorteo de letras, a todos los ticket participantes se les asigna aleatoriamente 4 letras que son las que participan en el sorteo. El monto del premio se fija en la programación del ente organizador.
La Quiniela fue el único juego de azar, que no decayó en ventas durante la crisis económica de 2001.
Existe en la tradición de la quiniela rioplatense una tabla de interpretación del significado de los sueños, que deriva de la Smorfia Napolitana. El elenco de significación de los sueños y su correlación numérica es atribuido a san Cono.
| N.º | Sueño          | N.º | Sueño                | N.º | Sueño                  | N.º | Sueño         |
| --- | -------------- | --- | -------------------- | --- | ---------------------- | --- | ------------- |
| 00  | Los huevos     | 25  | La gallina           | 50  | El pan                 | 75  | Los besos     |
| 01  | El agua        | 26  | La misa              | 51  | El serrucho            | 76  | Las llamas    |
| 02  | El niño        | 27  | El peine             | 52  | La madre y el hijo     | 77  | Las piernas   |
| 03  | San Cono       | 28  | El cerro/Las tetas   | 53  | El barco               | 78  | La prostituta |
| 04  | La cama        | 29  | San Pedro/Los ñoquis | 54  | La vaca                | 79  | El ladrón     |
| 05  | El gato        | 30  | Santa Rosa           | 55  | El gallego/La música   | 80  | La bocha      |
| 06  | El perro       | 31  | La luz               | 56  | La caída               | 81  | Las flores    |
| 07  | El revólver    | 32  | El dinero            | 57  | El jorobado            | 82  | La pelea      |
| 08  | El incendio    | 33  | Cristo               | 58  | El ahogado             | 83  | El mal tiempo |
| 09  | El arroyo      | 34  | La cabeza            | 59  | La planta              | 84  | La iglesia    |
| 10  | El cañón       | 35  | El pajarito          | 60  | La virgen              | 85  | La linterna   |
| 11  | El minero      | 36  | La manteca/castaña   | 61  | La escopeta            | 86  | El humo       |
| 12  | El soldado     | 37  | El dentista          | 62  | La inundación          | 87  | Los piojos    |
| 13  | La yeta        | 38  | Las piedras          | 63  | El casamiento          | 88  | El papa       |
| 14  | El borracho    | 39  | La lluvia            | 64  | El llanto              | 89  | La rata       |
| 15  | La niña bonita | 40  | El cura              | 65  | El cazador             | 90  | El miedo      |
| 16  | El anillo      | 41  | El cuchillo          | 66  | Las lombrices          | 91  | La letrina    |
| 17  | La desgracia   | 42  | Las joyas            | 67  | La mordida             | 92  | El médico     |
| 18  | La sangre      | 43  | El balcón            | 68  | Los sobrinos           | 93  | El enamorado  |
| 19  | El pescado     | 44  | La cárcel            | 69  | Los vicios             | 94  | El cementerio |
| 20  | La fiesta      | 45  | El vino              | 70  | Soñar con estar muerto | 95  | Los anteojos  |
| 21  | La mujer       | 46  | Los tomates          | 71  | El excremento          | 96  | El marido     |
| 22  | El loco        | 47  | El muerto            | 72  | La sorpresa            | 97  | La mesa       |
| 23  | El cocinero    | 48  | El muerto que habla  | 73  | El hospital            | 98  | La lavandera  |
| 24  | El caballo     | 49  | La carne             | 74  | La persona negra       | 99  | Los hermanos  |